# Purbeck-Marmor

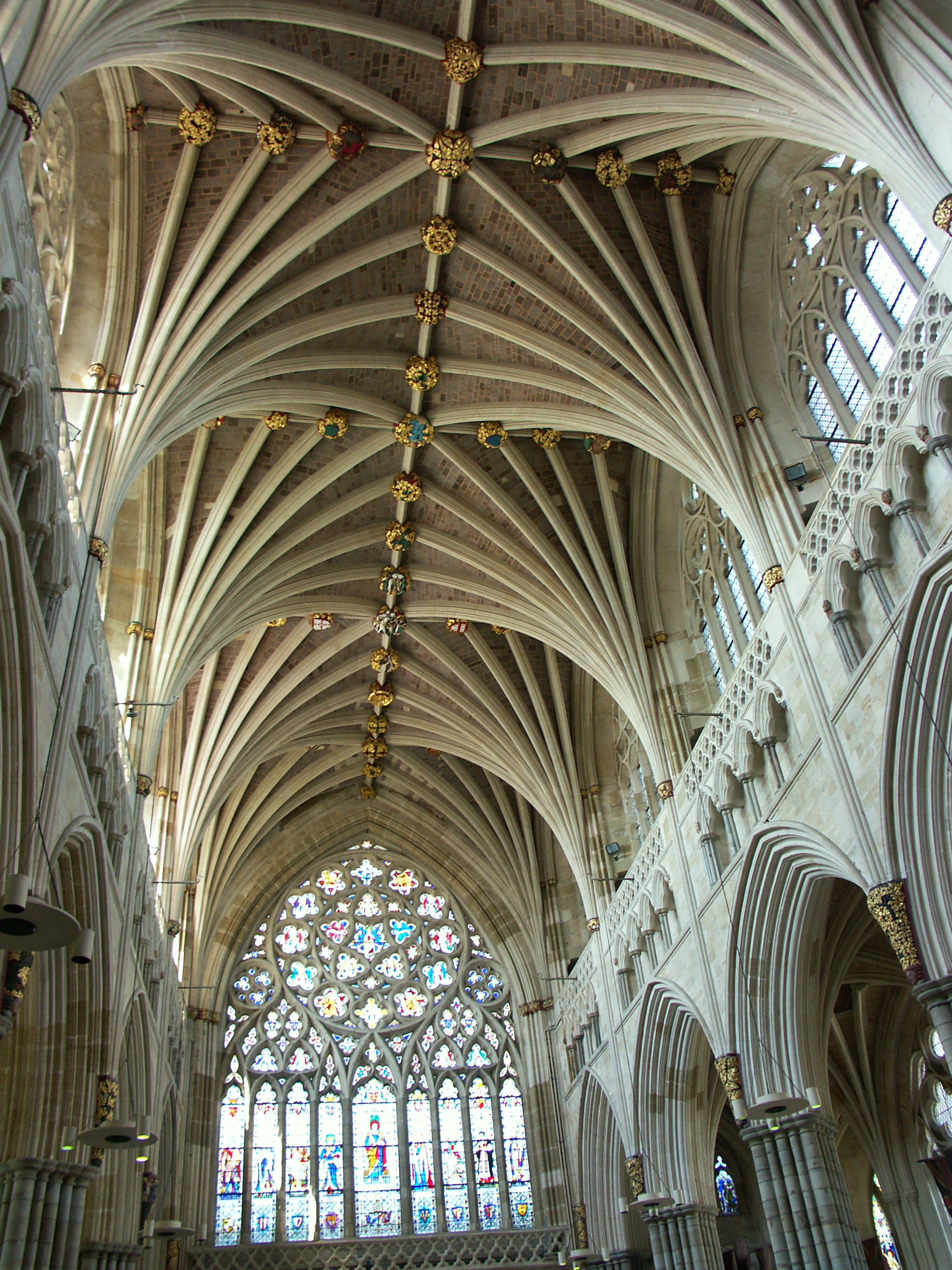
Netzgewölbe aus Purbeck-Marmor in der Kathedrale von Exeter

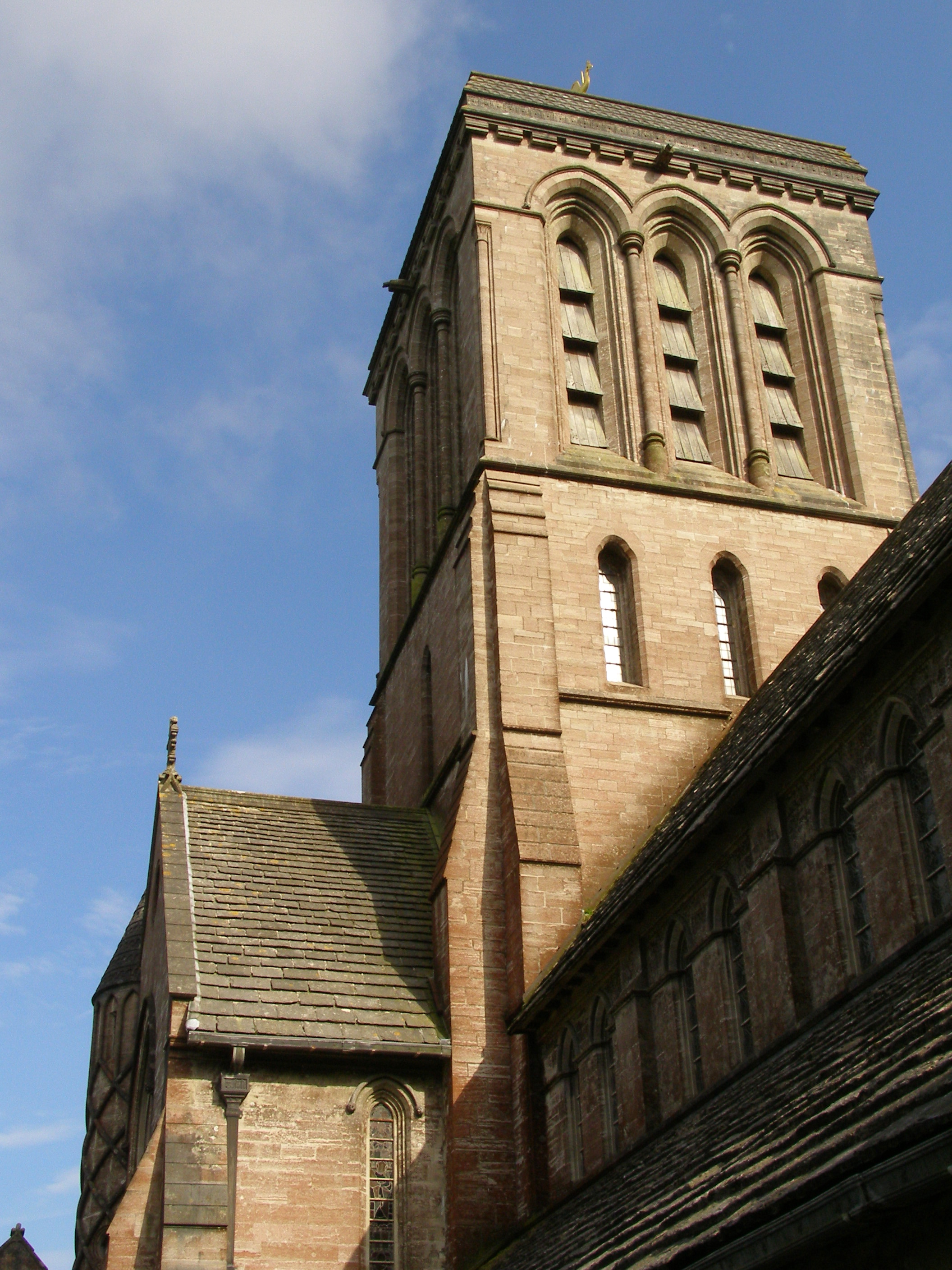
Turm der St.-James-Kirche in Dorset aus Purbeck-Marmor

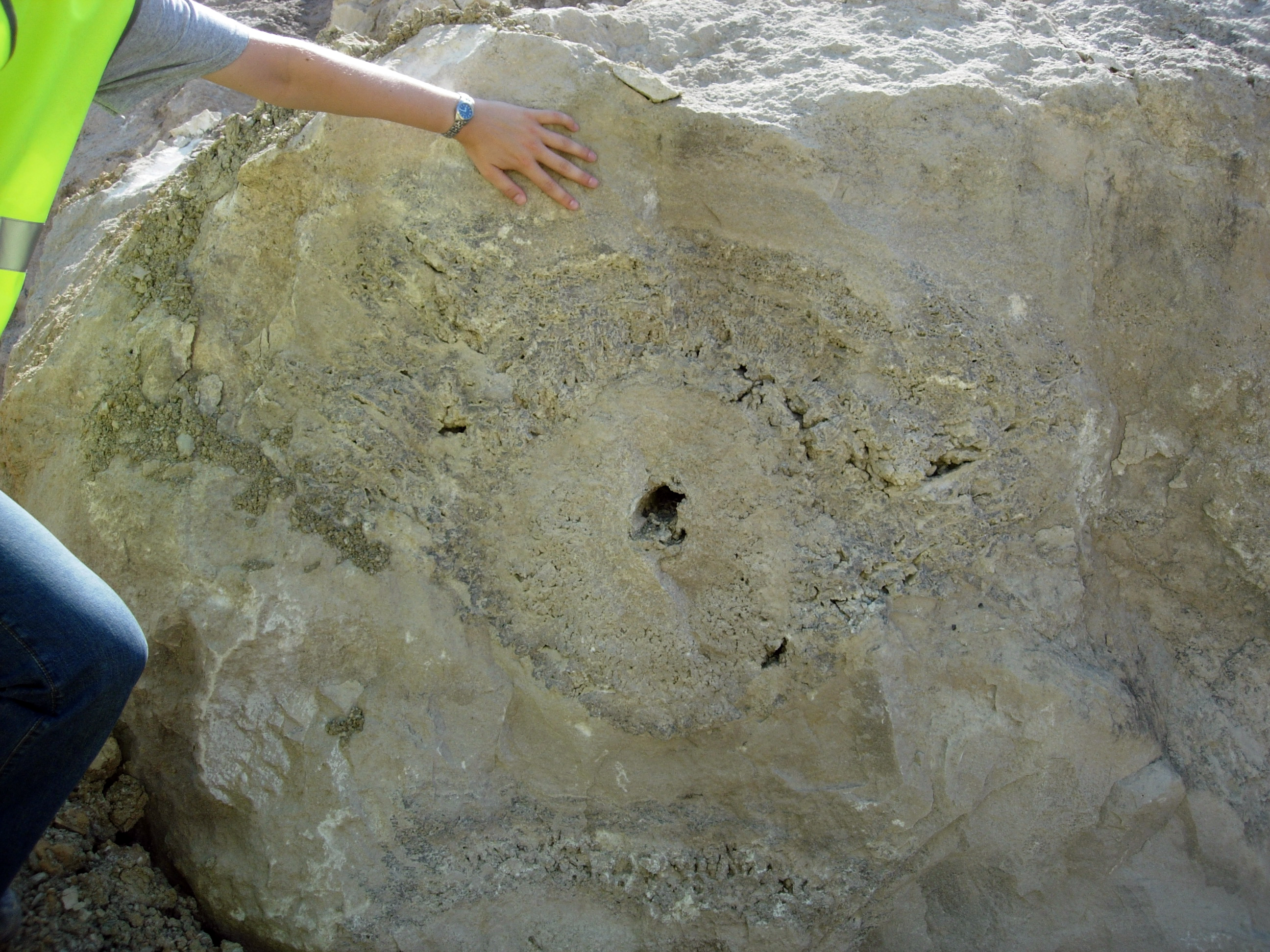
Purbeck-Marmor.

Als Purbeck-Marmor (engl. Purbeck Marble) wird ein Werkstein bezeichnet, der hauptsächlich auf der Isle of Purbeck, einer Halbinsel in der Grafschaft Dorset, an der Südküste von England gewonnen wurde.
Im gesteinskundlichen Sinne handelt es sich um einen fossilführenden Kalkstein. Da dieser Kalkstein gut poliert werden kann und sein Name historisch überkommen ist, hat sich für dieses Sedimentgestein der Zusatz „Marmor“ erhalten, obwohl es nicht metamorph verändert wurde. Purbeck-Marmor besitzt in England große kulturhistorische Bedeutung und wurde oft für Kirchenbauten in Südengland verwendet.

## Vorkommen
Purbeck-Marmor entstand im späten Jura und der frühen Kreide. Die Ablagerungen bildeten sich im Wechsel von Salz- und Süßwasser in Meeresbuchten und Süßwasserzonen (lakustrisch) vor etwa 146 bis 141 Millionen Jahren (ehemalige Purbeck-Stufe). Die geologische Aufbau der Isle of Purbeck ist sehr stark differenziert.
Die aus den oberen Schichten gewonnenen Werksteine wurden von den Steinbrechern und Steinmetzen als Purbeck Freestone (Laugton-Steinbrüche) und aus den unteren Schichten als Purbeck-Portland Stone bezeichnet. Aus den Seacombe-Steinbrüchen unweit von Swanage stammte der Purbeck Cliff Stone. Davon leitet sich die alternative Bezeichnung Purbeck Stone ab. Die gewonnenen Werksteine aus der obersten Schichtenlage (Upper Ostracod Clays and Shales Member) der ehemaligen Purbeck-Formation wurden wegen ihres besonderen Dekors mitunter separat als Purbeck Marble bezeichnet. Hierbei treten Zonen mit Tonschiefer auf.
Die Sedimentbildung im östlichen Dorset begann zur Zeit des oberen Jura (Tithonium). Dabei wurde zunächst Ton auf dem Grund der Meeresbuchten abgelagert. Darauf folgte sogenannter Portlandsand sowie die Kalksteinschichten der Portland-Stufe (aktuell Teil des Tithonium) und der Purbeck-Stufe (aktuell Teil des Berriasium). In den Schichten der früheren Purbeck-Stufe sind versteinerte Reste von Muscheln, Fischen und Reptilien enthalten. Fossile Ablagerungen im Purbeck-Marmor bestehen aus Süßwasserschnecken wie Viviparus (Sumpfdeckelschnecken), Valvata, Lymnaea (Schlammschnecken), Planorbis (Tellerschnecken), Hydobia (Gemeine Wattschnecke), Physa (Blasenschnecken), Melania, Cyclas und Unio.
Das charakteristische Aussehen des Purbeck-Marmors stammt im Wesentlichen von den versteinerten Schalen der Süßwasserschnecken Viviparus. Diese Fossilien sind auch vor allem im englischen Sussex Marble enthalten, der auch als Petworth-Marmor oder Winklestone bekannt ist. Die Bänke des Kalksteinvorkommens des Purbeck-Marmors sind stark gelagert und durch Ton- und Lehmlagen voneinander getrennt. Diese natürliche Lagerstättensituation erleichtert seine Gewinnung im Steinbruch. Dieses Gestein hat ein vielfarbiges Erscheinungsbild von grün, grau, blau, beige bis braun.
In der Lagerstätte des Purbeck-Marmors wurden zahlreiche Saurierspuren gefunden.

## Verwendung
Es wird angenommen, dass Purbeck-Marmor bereits im 1. Jh. verwendet wurde. In der Zeit der Romano-Briten wurde er für Bau- und Werksteine und für Platten verwendet. Es wurden aber auch Gebrauchsartikel des Alltags wie Mörser und Stößel daraus hergestellt, auch für die Mörtelherstellung wurde er abgebaut. Vereinzelt soll Purbeck-Marmor auch vom 4. bis 11. Jahrhundert in die Normandie geliefert worden sein.
Es wird angenommen, dass dieser Kalkstein im 11. Jahrhundert vor allem bei Corfe Castle verarbeitet wurde und dass die Küstennähe den Erfolg dieses Werksteins befördert hat. Später verlagerte sich die Anfertigung der Werksteine nach London zum Bau der zahlreichen Kirchen und Westminster.
Purbeck-Marmor wurde im Mittelalter an vielen Kathedralen in Südengland verbaut, hierbei auch für Säulen und Bodenplatten verwendet. Um die 1880er Jahre wurden die Kirchenbauten in Kingston, Purbeck und Dorset daraus erbaut. Für Restaurierungsarbeiten in Südengland fand dieser Naturstein an zahlreichen und kunsthistorisch überaus bedeutenden Kirchenbauten Verwendung, wie beispielsweise in Exeter, Ely, Norwich, Chichester, Lincoln, Landaff, Southwark und Westminster Abbey. In die Kathedrale von Salisbury sind die Säulen sowie ihre Fundamentplatten und Schäfte aus Purbeck-Marmor. Salisbury hat mehr Purbeck-Marmor als jede andere Kathedrale. Die Kathedrale von York ist in den Querschiffen und im Kapitelhaus mit Säulen aus Purbeck-Marmor verziert.
Derzeit wird der Purbeck-Marmor nicht mehr aktiv abgebaut, dennoch werden nach Erfordernis für Restaurierungsmaßnahmen gelegentlich Blöcke gewonnen oder eingelagerte Rohsteine verwendet. Von englischen Steinbildhauern wird Purbeck-Marmor wegen seiner guten Formbarkeit bevorzugt.